# Johannes von Gelnhausen

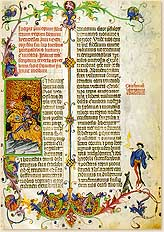
Codex Gelnhausen

Johannes von Gelnhausen (auch Johann von Gelnhausen oder Johannes de Geylnhausen) war als Oberregistrator in der Kanzlei Kaiser Karls IV. in Prag tätig und verfasste um 1405 den nach ihm benannten Codex Gelnhausen.

## Leben
Johannes von Gelnhausen hat wohl in Italien eine juristische sowie rhetorisch-stilistische Ausbildung genossen. Anfangs hatte er ein Notaramt in Deutschland inne, dann kam er nach Böhmen und wirkte zunächst als Grubenschreiber in Kuttenberg, ab 1365 ist er kaiserlicher Notar und Registrator in Prag. 1369 kam er gemeinsam mit Johann von Neumarkt nach Italien. Als Johann von Neumarkt Bischof in Olmütz wurde, folgte er diesem und trat in dessen Olmützer Kanzlei ein. Unter anderem begann er dort die Formularsammlung Collectarius perpetuarum formarum zusammenzustellen, die die Summa cancellariae Caroli IV. Johanns von Neumarkt als Vorlage hatte.  Eine Handschrift seines Formelbuches widmete er Herzog Albrecht III. 1379 ging er als Stadtschreiber nach Brünn und wirkte ab 1397 in Iglau, wo er bis 1404 nachzuweisen ist. Hier übersetzte er, möglicherweise erst um 1410, das zwischen 1300 und 1305 entstandene Ius regale montanorum des böhmischen Königs Wenzel II. ins Deutsche. Diese Kodifikation des Bergrechts ist für die Geschichte der Rezeption des römischen und kanonischen Rechts von großer Bedeutung.
Aus der frühen Wirkungszeit Johannes von Gelnhausen in Mainz stammt ein lateinisch-deutsches Mariengebet in Versen, das in einer Handschrift im Wiener Schottenstift erhalten ist.